# Vincenz Liechtenstein
Vincenz Liechtenstein (né le 30 juillet 1950 à Graz, Autriche - mort le 14 janvier 2008 à Waldstein (Steiermark)) est un homme politique autrichien, membre du Parti populaire autrichien (Österreichische Volkspartei ou ÖVP).

## Biographie
Vincenz Liechtenstein est le fils du prince Heinrich von Liechtenstein (1916–1991) et de la princesse Élisabeth d'Autriche (1922–1993). Il est le petit-fils du dernier empereur d'Autriche Charles Ier.
Il fait ses études secondaires à Graz de 1960 à 1969 et obtient ensuite un diplôme de droit à l'université de Graz, où il étudie de 1969 à 1975. En dehors de la politique, il s'occupe de la gestion d'une exploitation forestière.
Il est, en 1974, le cofondateur de la section étudiante pour l'Autriche de l'Union paneuropéenne internationale. Il est membre du conseil d'administration de l'Association familiale catholique et de celle des Allemands des Sudètes et Pays francophones.
Liechtenstein est membre du Bundesrat de 1988 à 1996 puis de 1997 à 2004. De 2004 à 2006, il est élu au Conseil national. En 2005, il fait brièvement les gros titres de la presse, quand il apparait ivre au cours d'une réunion, qui a dû être annulée.

## Sources
- (de) Cet article est partiellement ou en totalité issu de l’article de Wikipédia en allemand intitulé « Vincenz Liechtenstein » (voir la liste des auteurs).